# Coenosia griseiventris
Coenosia griseiventris este o specie de muște din genul Coenosia, familia Muscidae, descrisă de Ringdahl în anul 1930. Conform Catalogue of Life specia Coenosia griseiventris nu are subspecii cunoscute.